# Claus Theo Gärtner

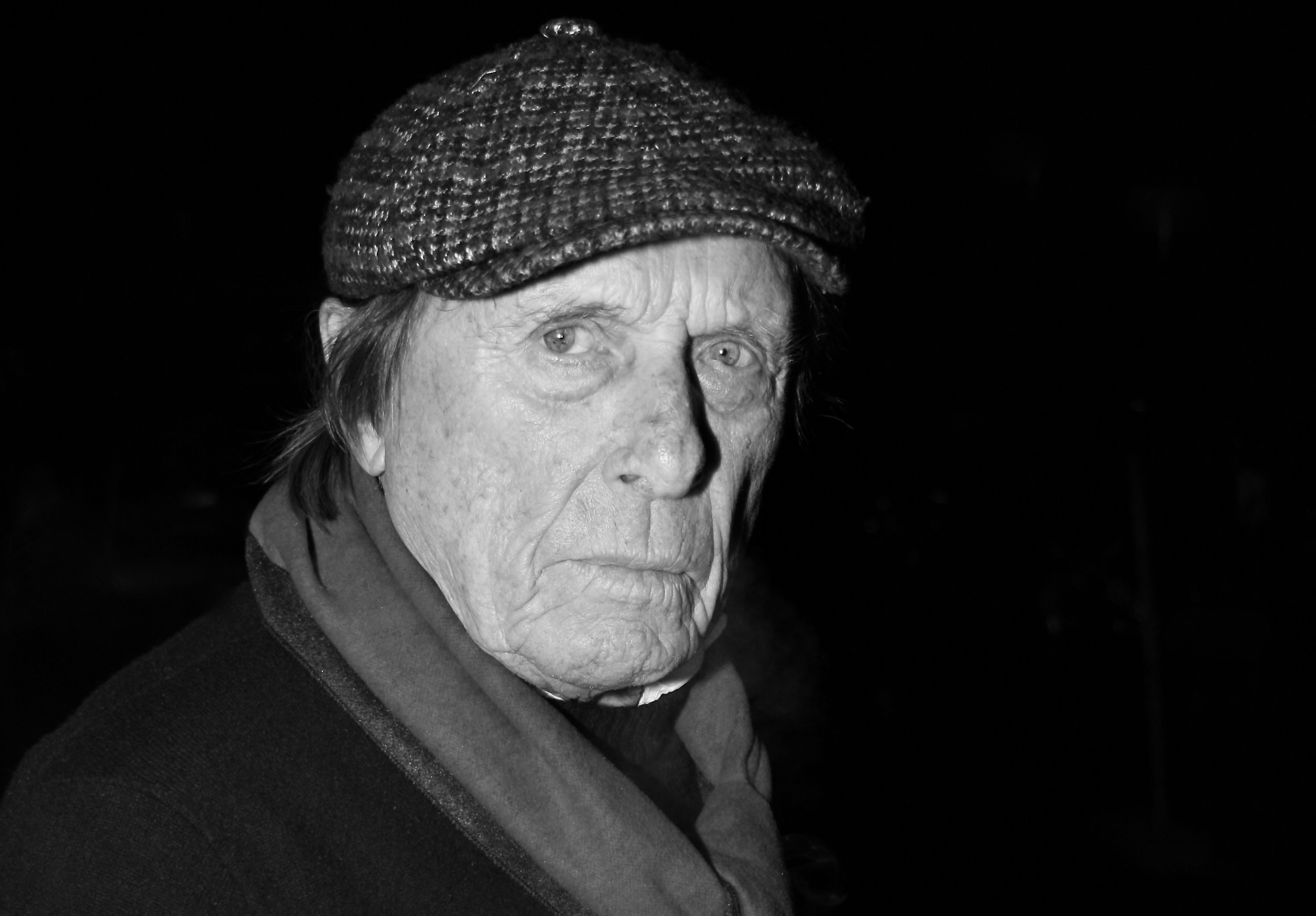
Claus Theo Gärtner (2022)

Claus Theo Gärtner (* 19. April 1943 in Berlin) ist ein deutscher Schauspieler. Einem breiten Publikum wurde er durch die Rolle des Privatdetektivs Josef Matula bekannt, die er von 1981 bis 2013 in der ZDF-Krimiserie Ein Fall für zwei sowie von 2017 bis 2019 in der Filmreihe Matula spielte.

## Karriere
Gärtner wurde 1943 in Berlin als Sohn eines Kaufmanns und einer Ballettmeisterin geboren. Er wuchs in Oberhausen auf und sammelte am dortigen Kindertheater erste schauspielerische Erfahrungen. In seiner Jugendzeit lebte er in Österreich, den USA und Südostasien. Während seines Musik- und Schauspielstudiums in Braunschweig und Hannover war er im SDS Göttingen aktiv.
Nach dem Examen jobbte er zunächst als Kulissenschieber, Gastwirt und Rallyefahrer. Er debütierte 1966 am Deutschen Theater Göttingen unter Heinz Hilpert, worauf Engagements in Hannover (hier lernte er seinen Kollegen Günter Strack kennen), Braunschweig, Oldenburg und Peter Steins Schaubühne am Lehniner Platz in Berlin folgten.
Ab Ende der 1960er-Jahre trat Gärtner auch im Fernsehen auf. Im Thriller Zoff hatte er neben Diether Krebs, Jürgen Prochnow und Hildegard Krekel seine erste Filmrolle, für die er 1972 mit dem Bundesfilmpreis als bester Nachwuchsschauspieler ausgezeichnet wurde. Er wirkte von 1967 bis 2019 in über 50 Film- und Fernsehproduktionen als Schauspieler mit.
Dem Fernsehpublikum ist Gärtner hauptsächlich als Detektiv Josef Matula aus der Krimiserie Ein Fall für zwei bekannt. Günter Strack bestand darauf, dass die Rolle des Matula mit Gärtner besetzt werden sollte. Seit 1981 hat er in 300 Folgen mitgewirkt; für einzelne war er zusätzlich als Regisseur verantwortlich. Mit der 282. Folge der Serie überholte Gärtner – gemessen an TV-Fällen – Horst Tappert, der 24 Jahre lang den Oberinspektor Derrick dargestellt hatte. Im Oktober 2011 bestätigte das ZDF, dass Gärtner die Rolle des Josef Matula nach der 300. Folge Ein Fall für zwei abgeben werde. Zunächst wurde die Einstellung der Serie nach Ausstrahlung dieser Folge im Frühjahr 2013 beschlossen.
Seit Ende 2013 läuft jedoch eine Neuauflage von Ein Fall für zwei mit Antoine Monot, Jr. und Wanja Mues in den Hauptrollen. In der fünften Folge der zweiten Staffel, Der blinde Fleck, hatte Gärtner einen Gastauftritt, als er den neuen Detektiv Oswald an einer Tankstelle trifft. Im Juli 2015 wurde bekanntgegeben, dass Gärtner in einem Ableger mit dem Titel Matula wieder auftritt. Zwischen 2017 und 2019 wurden drei Filme produziert. Im Februar 2020 wurde die Einstellung der Filmreihe bekanntgegeben.

### Privates
2003 trennte sich Gärtner nach rund zwölf Ehejahren von seiner zweiten Frau Brigitte. Sie haben einen gemeinsamen Adoptivsohn. Gärtner ist in dritter Ehe mit der Schweizer Regieassistentin Sarah Würgler verheiratet; sie sind seit 2003 ein Paar und heirateten 2008 in Winterthur. 2013 gab Gärtner nach Beendigung der Dreharbeiten zur letzten Staffel der Serie Ein Fall für zwei seine Wohnung in der Nähe des Wiesbadener Kurparks auf, in der er viele Jahre gelebt hatte. Er wohnt noch teilweise in Berlin, hat seinen Hauptwohnsitz aber nach Basel verlegt.
Gärtner ist Motorsportler und war Werksfahrer für Mercedes-Benz. Ab 1967 nahm er an Autorennen teil und fährt regelmäßig bei Oldtimerfahrten mit. Die Autostunts in Ein Fall für zwei absolvierte er selbst. Seit 2007 ist er Botschafter der hessischen Kinderhilfsorganisation Kinderzukunft der Rudolf-Walther-Stiftung.

## Filmografie
- 1968: Layout
- 1969: Alma Mater
- 1971: Jaider – der einsame Jäger
- 1971: Zoff
- 1972: Eisenwichser
- 1972, 1982: Sonderdezernat K1 (Fernsehserie, verschiedene Rollen, 2 Folgen)
- 1974: Tatort: Gefährliche Wanzen (Fernsehreihe)
- 1974: Einer von uns beiden
- 1975: Familienglück
- 1975: Der Alte (Fernsehfilm)
- 1975: Stellenweise Glatteis
- 1976: Unter einem Dach (Fernsehserie, Folge Falschgeld)
- 1976: Eurogang (Fernsehserie, Folge Urlaub für Harry Krausch)
- 1977: Der Weilburger Kadettenmord
- 1977: Operation Ganymed
- 1977: Tatort: Das stille Geschäft
- 1977: Winterspelt 1944
- 1978: Die Straße (Fernsehserie)
- 1979: St. Pauli-Landungsbrücken (Fernsehserie, Folge Barkasse Pösel)
- 1979: Die erste Polka
- 1980: Das Ziel
- 1980: Ein Mann fürs Leben
- 1981–2013: Ein Fall für zwei (Fernsehserie, 300 Folgen)
- 1982: Sonderdezernat K1 – Mord um zwei Ecken
- 1982: Der Gast
- 1984: Uindii
- 1985: Grand mit 3 Damen
- 1993: Cluedo – Das Mörderspiel (Fernsehserie, Folge Tödliches Training)
- 1993: Wolffs Revier (Fernsehserie, Folge Der Dieb)
- 1994: Die Kommissarin (Fernsehserie, Folge Zwerg Nase)
- 1995: Auf dünnem Eis
- 1999: Sind Sie Luigi?
- 2001: Mühle – Dame – Mord
- 2003: Ein Hauch von Zeit
- 2004: Blatt und Blüte – Die Erbschaft
- 2009: Der Mann aus der Pfalz
- 2015: Ein Fall für zwei (Fernsehserie, Folge Der blinde Fleck)
- 2016: SOKO Stuttgart (Fernsehserie, Folge Fluch des Geldes)
- 2017–2019: Matula (Fernsehreihe)
  - 2017: Matula
  - 2018: Der Schatten des Berges
  - 2019: Tod auf Mallorca

## Auszeichnungen
- 1972: Bundesfilmpreis als bester Nachwuchsschauspieler für seine Rolle in Zoff
- 1988: „Detektiv des Jahres“ des Bundesverbandes Deutscher Detektive[14]
- 2002: Capo Circeo Preis der Vereinigung für deutsch-italienische Freundschaft in Rom als bester ausländischer Schauspieler
- 2004: Hessischer Fernsehpreis für seine Darstellung des „Josef Matula“ in der ZDF-Serie Ein Fall für zwei
- 2006: Bundesverdienstkreuz am Bande für sein soziales Engagement
- 2017: Askania Award in der Kategorie Lebenswerk

## Trivia
Die Band Superpunk widmete Gärtner 1999 das Lied Matula, hau mich raus.